# 佳亨卡

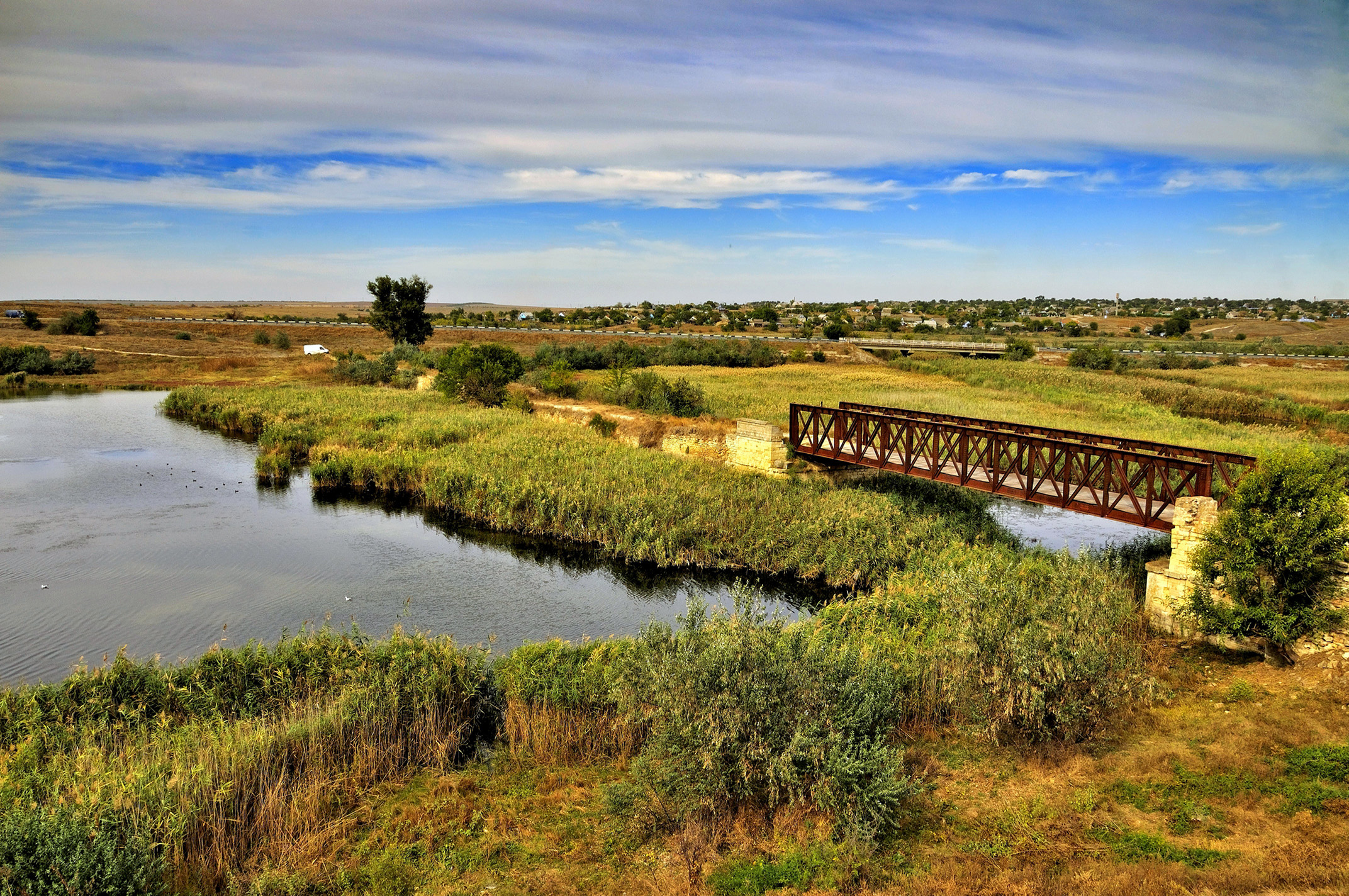
风景

佳亨卡（羅馬化：Tiahynka）是烏克蘭南部赫爾松州贝里斯拉夫区佳亨卡市镇内的村落及其行政中心。始建於1778年，面積99.2平方公里，海拔高度17米，2024年人口数量约为300人。

## 历史
自1781年起，尼古拉耶夫教堂在该村运作，并在1807年得到重修。1886年时村庄内有1241名居民，村内有一座东正教堂、一家存储借贷银行及一家旅舍。
该村受到乌克兰大饥荒的影响，在乌克兰国家纪念册上列有17名有姓名记载的受难者。但是该村共有124名受难者，很多人姓名无从得知。
2022年11月9日俄军在从第聂伯河右岸撤退时引爆了佳亨卡的桥梁。2023年据报道有民居遭到俄军的炮弹袭击。2023年6月据报道该村因卡霍夫卡水壩潰決事件而被淹。

## 图集

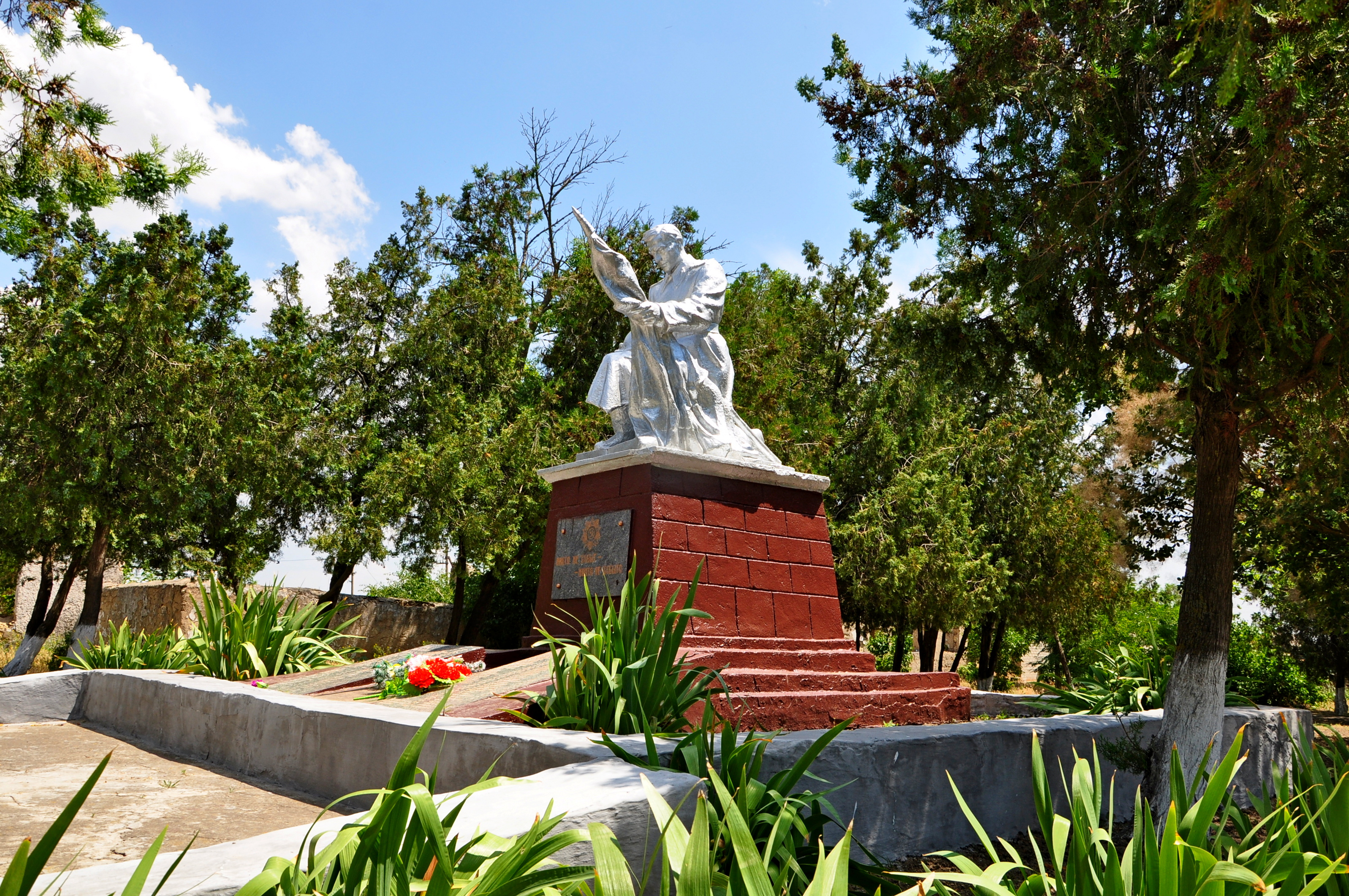
乌克兰大饥荒受难者集体墓地
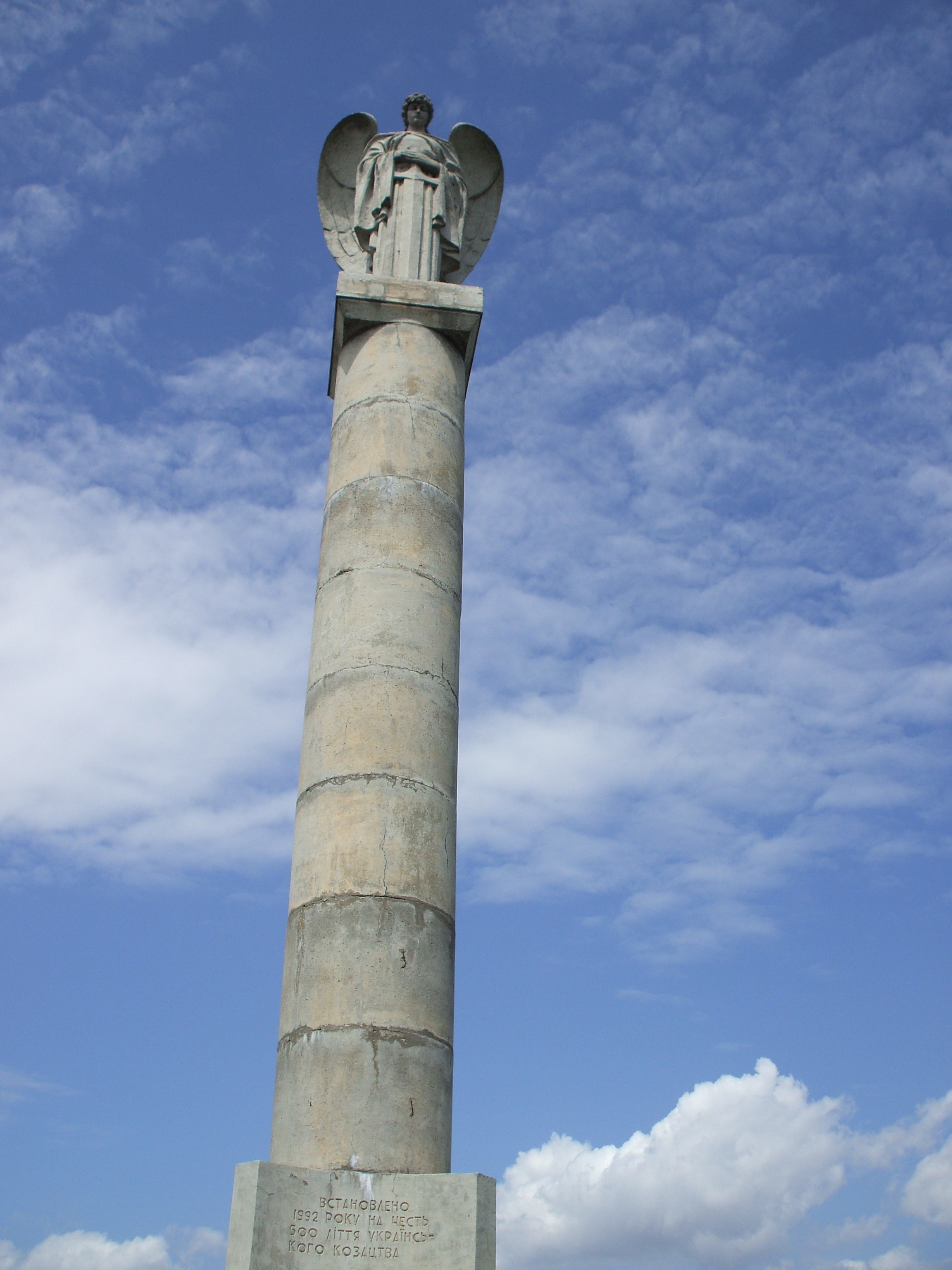
军事纪念碑
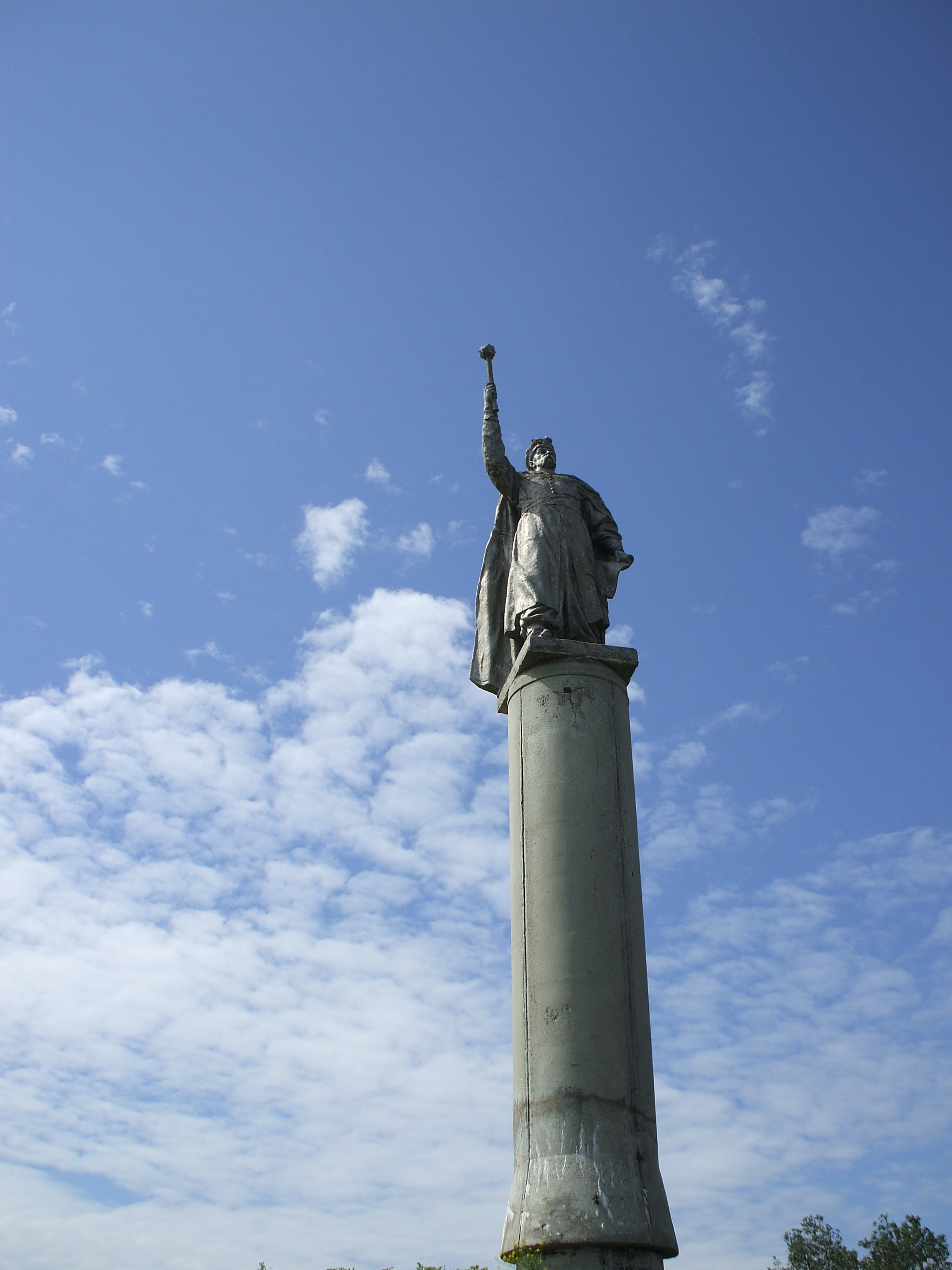
博赫丹·赫梅利尼茨基纪念碑
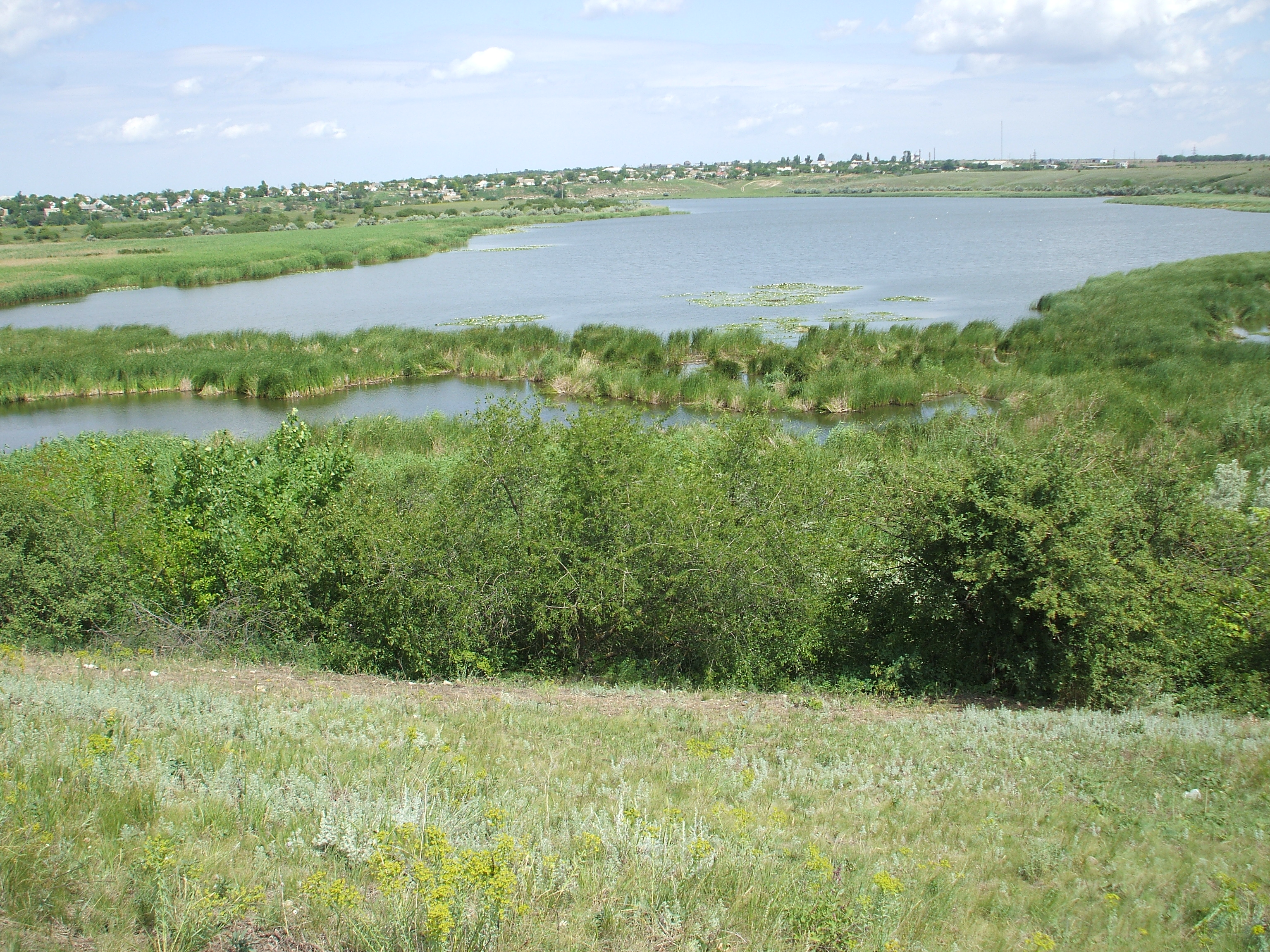
风景